# Marie-Charles David de Mayrena
Pour les articles homonymes, voir David.
Auguste-Jean-Baptiste-Marie-Charles David, dit David de Mayrena, est un aventurier et cryptarque français, né le 31 janvier 1842 à Toulon et mort le 11 novembre 1890 sur l'île de Tioman (en Malaisie). 
Il fut sous le nom de Marie Ier souverain éphémère du royaume des Sedangs. Charles David de Mayrena est un aventurier proche de la nature, dandy, officier chez les spahis (cheval du matin[Quoi ?]). Expérimenté, curieux, séducteur et bon vivant, il fuit les conventions de son époque. 
Son histoire a inspiré et fasciné certains écrivains, tels qu’André Malraux.
Sous son uniforme, il porte une cotte de mailles sur laquelle les fléchettes au curare viennent se briser. Imprégnés de surnaturel, les Moïs pensent que ce géant barbu, qui ne craint rien ni personne, est un demi-dieu, qui jouit de la protection des génies.
En 1888, sur les hauts plateaux du Viêt Nam, Marie-Charles David de Mayrena se fit élire roi des Sédangs, une tribu insoumise et invaincue. Conquistador rusé à l’énergie inépuisable, il rédige une constitution où l’esclavage et le sacrifice humain sont prohibés et dote son jeune État de tous les attributs de souveraineté. Un drapeau azur frappé d'une croix de Malte blanche avec une étoile rouge en son centre. Une devise : « Jamais cédant, toujours s'aidant » (on admirera le jeu de mots avec Sédangs).
C'est un royaume d’opérette, mais il n’empêche que David de Mayrena réussit à arrêter pour un temps les guerres entre tribus, et qu'il est de ce fait remercié par les autorités françaises. Hélas pour lui, le gouverneur général change et le nouveau n’apprécie pas du tout ce qu’il considère comme une plaisanterie, ce qui sera le début d'un grand combat pour Marie Ier.

## Biographie
Auguste Jean-Baptiste Marie Charles David, est né dans une famille juive de fonctionnaires, il est le fils de Léon Jacques Albert David, enseigne de vaisseau né en 1812 à Düsseldorf, et de Marie-Anne Thunot, fille d'un colonel de la Garde nationale. Son grand-père paternel, Charles-Marie David (1780-1868), a été directeur des douanes à Düsseldorf, puis maître des requêtes au Conseil d'État, conseiller d'État à la direction du Commerce extérieur, au Ministère des Travaux publics, puis de l'Agriculture, député des Vosges en 1815, commandeur de la Légion d'honneur. Il avait épousé en 1815 Elisabeth Maitrié, fille de Jean-Louis Maitrier, ancien receveur des domaines. Son oncle Isidore David-Portau, ancien préfet du Nord, était le directeur de la Compagnie générale des eaux et fondateur actionnaire de la Compagnie des chemins de fer du Nord-Est.
Il perd son père, un officier de marine, très jeune et est élevé par sa mère. En 1857, il échoue au concours de l'École navale et s’engage au 6e régiment de dragons en 1859. En 1863, il est muté en Cochinchine dans un régiment de Spahis et participe à l'annexion de ce territoire. En 1868, il démissionne de l’armée et rentre en France.
En 1870, il est mobilisé. Il est promu capitaine en 1871 et décoré de la Légion d’honneur. Il publie alors Souvenirs de la Cochinchine où il raconte sa vie de 1863 à 1868 et ses aventures dont on ne sait séparer le vrai du faux.
Séducteur, duelliste, il mène sa vie sur les Grands boulevards et les cabarets parisiens et s’installe comme banquier, mais en juillet 1883, accusé de détournement, il fuit en Hollande. De là, il s'embarque pour les Indes orientales néerlandaises, où il arrive en septembre 1883, mais dès août 1884, les autorités locales l’expulsent vers la France.
Affairiste et journaliste, il obtient des fonds du baron Roger Seillière pour financer une expédition scientifique dans le sultanat d'Aceh (Indonésie). Arrivé à Saïgon, le « Paris de l'Orient », avec son frère, il change de projet mais garde le pécule. Après avoir dépensé l’argent du baron Seillière, il organise différents trafics (armes) et des escroqueries.
À partir de 1885, il monte plusieurs expéditions à l’intérieur de l’Indochine française. En mars 1888, il arrive à Quy Nhơn pour explorer le pays Moï des hauts plateaux vietnamiens. Il est à la tête d'une colonne de 80 porteurs (« coolies ») et de 15 tirailleurs annamites. Il est aussi accompagné par son acolyte, un autre aventurier louche nommé Mercurol, ancien croupier, par le commerçant Paoli, ainsi que par quelques femmes, dont sa concubine vietnamienne (« congaï »), qu'il présente comme une princesse, descendante de l'ancien royaume de Champa. En chemin, il est rejoint par un missionnaire, le père Guerlach, qui vit dans la région depuis plusieurs années et parle les dialectes locaux.
Le peuple de Moï ou Mnong, constitué de plusieurs ethnies, vit dans une zone de montagne et de hauts plateaux difficile d'accès. Rétifs à toute forme de civilisation, ils sont animistes, vénèrent les esprits de la forêt, vivent de la chasse et font souvent la guerre pour se procurer des esclaves. Leur territoire était alors considéré comme trop dangereux et insalubre et seuls quelques missionnaires étaient installés dans la localité de Kon Tum.
À l'époque de l'arrivée de Mayrena, le royaume voisin du Siam, conseillé par les Britanniques et les Prussiens, convoite ce territoire qui lui permettait de s'étendre sur la rive orientale du Mékong. Les Français connaissent ce projet mais hésitent à envoyer l'armée coloniale depuis Saïgon. Aussi le projet de Mayrena de conquérir ce territoire intéresse beaucoup les autorités coloniales et, bien que les rapports de police présentent l'aventurier comme un trafiquant d'armes et un aigrefin mythomane, le gouverneur général de l'Indochine lui a donné son accord conditionnel : en cas de succès le territoire conquis sera intégré dans l'Indochine française mais en cas d'échec l'aventurier sera désavoué.
Arrivé sur le territoire des Moïs, s'appuyant sur les missionnaires de Kon Tum, habillé d'un pantalon blanc et d'un dolman bleu aux manches galonnées d'or, il mène une véritable campagne de découverte de tous les villages, n'hésitant pas à défier les opposants en combat singulier, mais aussi à prêter le serment de l'alcool de riz traditionnellement bu en groupe directement dans la jarre avec une grande paille. Sous sa tunique, il porte en permanence une cotte de mailles ce qui lui sauva plusieurs fois la vie, en particulier lorsque des fléchettes de curare sont tirées sur lui, acquérant ainsi une réputation d'être surnaturel bénéficiant de la protection des génies. Il aurait aussi impressionné les indigènes par ses tours de prestidigitation.
En six mois, il réussit grâce à son activisme à regrouper différentes tribus, dont la plus importante et la plus redoutable, celles des Sedangs, et se fait élire comme leur roi sous le nom de Marie Ier. Dès novembre 1888, il se rend à Hong Kong, colonie britannique, avec sa garde d'honneur habillée d'uniformes d'opérette, pour rechercher des investisseurs en s’adressant aux financiers et marchands locaux. C’est au cours de ce séjour qu’il se serait battu en duel avec un autre aventurier le marquis de Morès.
Il dote son jeune État de tous les attributs de la souveraineté : un drapeau (azur frappé d'une croix de Malte avec une étoile rouge en son centre), une devise (Jamais cédant, toujours s'aidant), crée une douane, un service des postes avec ses propres timbres et différentes décorations (Ordre royal sédang, Ordre du mérite sédang, Ordre de Sainte-Marguerite) pour récompenser les lettres, les arts, les sciences, l'industrie et le dévouement à la maison royale. Il crée une armée avec 20 000 hommes équipés de revolvers Remington et d'arbalètes, et promulgue une constitution. Sa maîtresse annamite devient reine des Sédangs et son acolyte Mercurol devient marquis d'Hénoui. Le village de Kon Jaraï devient sa capitale et le catholicisme est la religion d'État.
Le 21 mars 1889, il rencontre le gouverneur de l'Indochine pour demander la reconnaissance officielle de son pays. Face à son refus, il contacte également le consul allemand sans succès pour se mettre sous la protection du Kaiser. Il aurait même menacé de déclarer la guerre à la France. Une campagne de presse dévoile alors son passé trouble. En avril 1889, il décide de se rendre à Paris pour rencontrer le président Sadi Carnot et ouvrir une ambassade, rue de Gramont. Il donne de nombreuses interviews à des journalistes, dont Alfred Capus. Il fréquente les cabarets, et c’est au Moulin-Rouge que Maurice Mac-Nab et Charles de Sivry auraient composé l’hymne national de son royaume. Il survit en vendant des titres de propriété ou d'exploitation, des décorations, des baronnies, des comtés et même des duchés, tous titres de son royaume d'opérette, car l'administration coloniale, profitant de son éloignement, s'empare de son royaume.
Le monarque trahi et déchu se rend à Bruxelles, où il trouve un riche industriel qu’il fait baron et décore de divers ordres. Ce naïf met à sa disposition d’importantes sommes pour que Mayrena rentre dans son royaume avec d'autres investisseurs qui constituent sa cour. Le 18 avril 1890, à l'escale de Singapour, il est convoqué par le consul de France qui l'informe que son royaume n’existe pas, que la France revendique le territoire et qu’il sera arrêté s’il débarque en Indochine. Il imagine alors de vendre des actions d’une société qui construira un canal dans l'isthme de Kra reliant l'océan Indien au golfe de Siam, mais ses compagnons le quittent et il se retrouve seul et sans argent.
Exilé sur la petite île malaisienne de Tioman, où il survivait en collectant des nids d'hirondelles qu'il revendait aux commerçants chinois, sa santé mentale se dégrada, il se déclara persécuté et imaginait que les autorités françaises cherchaient à le faire supprimer. Il mourut seul le 11 novembre 1890, abandonné de tous sauf de son chien. Certains prétendent qu’il fut empoisonné par un de ses compagnons, pour d’autres, il se suicida, pour d’autres enfin, il serait mort d’une morsure de serpent.
André Malraux a écrit une vie non publiée de Marie-Charles David de Mayrena qu'il appelait son « fantôme de gloire ». Il l'évoque longuement dans ses Antimémoires, chapitre « La voie royale » où Perken est son double. Il lui consacra aussi un roman inachevé intitulé Le Règne du malin, dont le texte s'arrête à l'arrivée de Mayrena chez les Moïs.